# Grubmühle (Elsendorf)
Grubmühle ist ein Ortsteil der Gemeinde Elsendorf im niederbayerischen Landkreis Kelheim. 

## Geographie
Die Einöde liegt in der Hallertau, etwa 2,5 km südlich von Elsendorf. Durch das Hofgrundstück verläuft die Abens, ein Zufluss der Donau. 
Von der Verbindungsstraße zwischen den Nachbarortschaften Ratzenhofen und Meilenhofen zweigt eine Stichstraße zu der Mühle ab.

## Geschichte
Einst war die Grubmühle eine Kunstmühle und ein Sägewerk, gegenwärtig wird auf dem Gehöft Landwirtschaft mit Schwerpunkt Hopfenbau betrieben.
Bis 2001 war Grubmühle ein Inselbetrieb, der sich selbstständig mit Wasser und Strom versorgte. Seit 2001 nutzt man eine Wasserkraftanlage. Trinkwasser bezieht die Grubmühle aus einem Arteser-Brunnensystem.